# Walter Prell
Walter Prell (* 1857 in Leipzig; † 27. Dezember 1935 in München) war ein deutscher Landschafts- und Genremaler der Düsseldorfer Schule.

## Leben

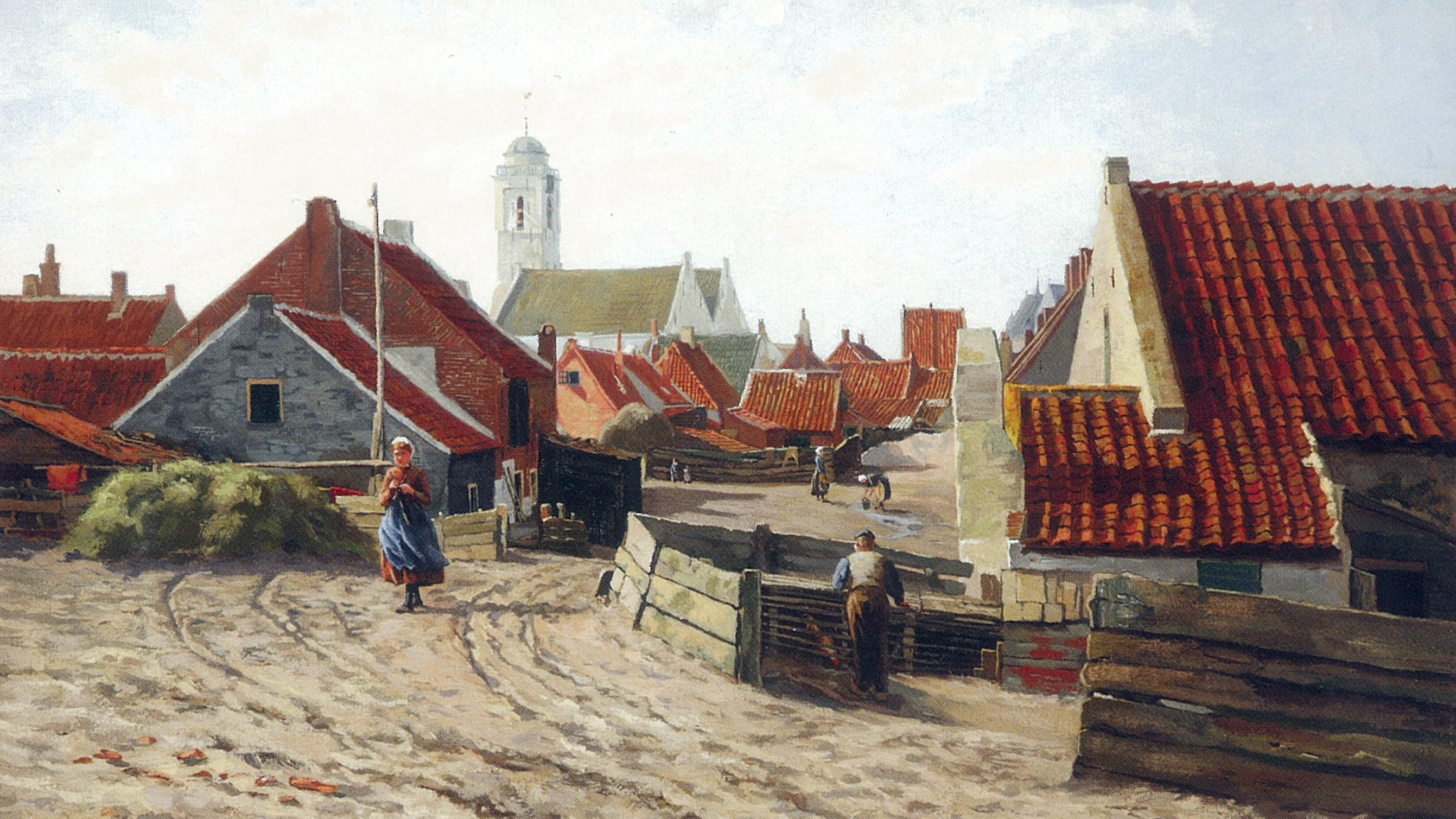
Ansicht von Katwijk (Gezicht op Katwijk), 1890, Katwijks Museum

Wie sein älterer Bruder Hermann besuchte Prell die Salzmannschule Schnepfenthal (von 1868 bis 1870). Ab 1885 studierte er Malerei an der Kunstakademie Düsseldorf. Dort war er von 1889 bis 1891 Schüler der Landschafterklasse von Eugen Dücker. Außerdem besuchte er die Académie Julian unter Jean-Paul Laurens und Jean-Joseph Benjamin-Constant. Studienreisen führten ihn durch Frankreich und die Niederlande. In den Jahren 1891 bis 1906 besuchte er Volendam. Bis zum Beginn des Ersten Weltkriegs lebte er in Paris, danach in Znaim.
Walter Prells Urne wurde im Prellschen Erbbegräbnis in der III. Abteilung des Neuen Johannisfriedhofs in Leipzig beigesetzt.